# Pellia
Genre
Pellia est un genre d'hépatiques à thalle de la famille des Pelliaceae.

## Phytonymie
Pellia est le nom donné par le botaniste italien Raddi en hommage à son ami Leopoldo Pelli-Fabbroni (1783-1822), avocat à Florence.

## Liste d'espèces
Selon Catalogue of Life (19 juin 2013) :
- Pellia endiviifolia
- Pellia epiphylla
- Pellia neesiana

Selon ITIS (19 juin 2013) :
- Pellia appalachiana R.M. Schust.
- Pellia endiviifolia (Dicks.) Dumort.
- Pellia epiphylla (L.) Corda.
- Pellia megaspora R.M. Schust.
- Pellia neesiana (Gottsche) Limpr.

Selon NCBI (19 juin 2013) :
- Pellia appalachiana
- Pellia borealis
- Pellia endiviifolia
  - Pellia endiviifolia (species A)
  - Pellia endiviifolia (species B)
- Pellia epiphylla
  - Pellia epiphylla (species N)
  - Pellia epiphylla (species S)
- Pellia neesiana

Selon Tropicos (19 juin 2013) (Attention liste brute contenant possiblement des synonymes) :
- Pellia alpicola R.M. Schust. ex L. Söderstr., Hagborg & von Konrat
- Pellia appalachiana R.M. Schust. ex L. Söderstr., Hagborg & von Konrat
- Pellia borealis Lorb.
- Pellia crispata Stephani
- Pellia endiviifolia (Dicks.) Dumort.
- Pellia epiphylla (L.) Corda
- Pellia fabbroniana Raddi
- Pellia megaspora R.M. Schust.
- Pellia neesiana (Gottsche) Limpr.